# Regione di South Burnett
La regione di South Burnett è una Local Government Area che si trova nel Queensland. Essa si estende su  una superficie di 8.381,52 chilometri quadrati e ha una popolazione di 31.028 abitanti. La sede del consiglio si trova a Kingaroy.